# Anton Pichler
Anton Pichler (cca 1834 – 13. července 1893 Plzeň) byl rakouský úředník státních drah (ústřední inspektor Plzeňsko-březenské dráhy) a politik německé národnosti z Čech; poslanec Českého zemského sněmu.

## Biografie
Byl ústředním inspektorem Plzeňsko-březenské dráhy (součást c. k. státních drah). Zastával i post správního rady plzeňského akciového pivovaru. Získal Zlatý záslužný kříž.
V 70. letech se zapojil i do vysoké politiky. V doplňovacích volbách v září 1871 byl zvolen na Český zemský sněm, kde zastupoval kurii venkovských obcí, obvod Tachov, Přimda. Mandát zde obhájil v řádných zemských volbách v roce 1872. Patřil k tzv. Ústavní straně (liberálně a centralisticky orientovaná, odmítající federalistické aspirace neněmeckých etnik). Zvolen byl i v následných zemských volbách v roce 1878 a zemských volbách v roce 1883. V lednu 1887 byl prohlášen za vystouplého ze sněmu. Šlo o součást pasivní rezistence, kdy němečtí poslanci protestovali proti nenaplnění jejich státoprávních a jazykových požadavků a fakticky zahájili bojkot sněmu. Manifestačně byl opět zvolen v září 1887.
Zemřel v červenci 1893 ve věku 59 let. Zemřel po dlouhé nemoci. Pohřben byl v Novém Boru (tehdy Haida).